# Ottiglio
Ottiglio (piemontiul: Autij) település Olaszországban, Piemont régióban, Alessandria megyében. Lakosainak száma 579 fő (2023. január 1.).